# Уржумка (посёлок)
Уржу́мка — упразднённый посёлок при станции Уржумка Златоустовского региона Южно-Уральской железной дороги, включённый в черту города Златоуста в мае 1943 года.

## География
Находится в 9 км от центра Златоуста в пределах его городской черты, у автодороги регионального значения 75К-343 и путевым развитием Южно-Уральской железной дороги.
Улицы: Клары Цеткин, Лизы Чайкиной (самая восточная в г. Златоусте), Олега Кошевого, Привокзальная.

## Топоним
Название станции и посёлка принесено переселенцами: происходит от названия речки Уржумка. Таких рек известно две: Уржумка — правый приток Вятки в Республике Марий Эл и Кировской области и Уржумка — правый приток Волги (в источнике 19 века отмечен как правый приток Волги в Чебоксарском уезде Казанской губернии). Оно появилось в XVII—XVIII веках, когда эту территорию активно заселяли выходцы с Поволжья. «Ур» в переводе с марийского значит «белка», «ужаш» — «видеть». Приблизительный перевод — «вижу белку».

## История
Посёлок основали выходцы с Поволжья в XVII—XVIII веках. В 1892 году в Уржумке построили одноимённую железнодорожную станцию.
Указом Президиума Верховного РСФСР от 28 мая 1943 года посёлки Уржумка и Таганайская лесная дача включены в черту Златоуста.

## Инфраструктура
Личное подсобное хозяйство, дачи и сады.
Основа экономики — обслуживание путевого хозяйства Южно-Уральской железной дороги. Действует станция Уржумка.

## Достопримечательности
В полукилометре восточнее находится гранитный обелиск «Европа — Азия» (автор проекта — Н. Г. Гарин-Михайловский), созданный в память о завершении строительства этого участка Транссиба в 1892 году.
Примерно в 3 километрах к северо-востоку от станции Уржумка располагается Александровская сопка, в 1 километре к северу — Семибратка.

## Транспорт
В направлении Златоуста следуют 2 пары пригородных поездов в день, в направлении Челябинска — 2.
С центральной частью Нового Златоуста Уржумка связана автобусным маршрутом.